# Black Dress (EP)
Black Dress es el séptimo EP (noveno en general) del grupo femenino surcoreano CLC. Fue lanzado el 22 de febrero de 2018 por Cube Entertainment y distribuido por LOEN Entertainment. Está compuesto de cinco canciones, incluida la canción lanzada anteriormente «To the Sky» y la canción principal «Black Dress». La integrante del grupo, Yeeun, participó en las letras de todas las canciones del disco.
El EP alcanzó la 7ª posición en la lista de álbumes mundiales de EE. UU, y se ubicó en el número 12 en la lista del Gaon Album Chart.

## Antecedentes y lanzamiento
El 6 de febrero de 2018, se lanzó una imagen como teaser, revelando que el grupo lanzaría su séptimo EP, Black Dress, el 22 de febrero. Dos días después, se lanzó un calendario de actividades de su regreso, revelando que, a partir del 12 de febrero, el grupo lanzaría teasers de imagen y vídeo antes de su lanzamiento en línea el 22 de febrero y el lanzamiento del disco en formato físico un día después. El 12 de febrero, la agencia declaró que su próximo EP "mostrará su encanto y madurez al centrarse en una actuación elegante y carismática con una composición basada en hip-hop, EDM y danza". Un día después, se revelaron fotos del detrás de escena.
El 14 de febrero, el pedido anticipado del álbum se abrió para sitios de música en línea y fuera de línea, revelando que el EP contendría un folleto de 146 páginas, una tarjeta postal, una tarjeta fotográfica y un póster del grupo. También se reveló que habría un juego de tarjetas postales y sellos para aquellos que compren el álbum en 20SPACE. El 18 de febrero, se lanzó la lista completa de canciones, revelando que la canción principal sería «Black Dress». El 19 de febrero, se lanzó un fragmento de audio para cada canción en el canal oficial de YouTube del grupo.
El EP fue lanzado el 22 de febrero de 2018, a través de varios portales de música, incluyendo MelOn en Corea del Sur e iTunes para el mercado global.

## Promoción

### Sencillos
«To the Sky» se lanzó como canción digital de prelanzamiento el 1 de febrero de 2018. El 9 de febrero, se lanzó un vídeo de práctica de coreografía para la canción.
«Black Dress» fue lanzada como la canción principal junto con el EP el 22 de febrero, además de su vídeo musical. Es una canción con un ritmo pesado y un sonido adictivo. El vídeo musical está dirigido por Kim Ji-hoon. El 20 de febrero, se lanzó el primer vídeo teaser a través del canal oficial de YouTube del grupo y su canal de distribución, 1theK.

### Actuaciones en vivo
Las promociones en programa de música comenzaron el 22 de febrero, en el programa M Countdown del canal Mnet, interpretando la canción principal, «Black Dress».

## Rendimiento comercial
Black Dress debutó en el número 11 en el World Album Chart de Billboard, en la semana que terminó el 3 de marzo de 2018. También debutó en el número 12 en la lista de Gaon Album Chart, en la semana del 18 al 24 de febrero de 2018.
El álbum se ubicó en el número 35 durante el mes de febrero de 2018, con 4,671 copias físicas vendidas.

## Lista de canciones
| Black Dress |                                  |                                         |                                  |                                  |          |  |
| N.º         | Título                           | Letras                                  | Música                           | Arreglo                          | Duración |  |
| 1.          | «Black Dress»                    | Cho Sung-ho, Ferdy, Kang Dong-Ha, Yeeun | Cho Sung-ho, Ferdy, Kang Dong-Ha | Cho Sung-ho, Ferdy, Kang Dong-Ha | 3:13     |  |
| 2.          | «Like That»                      | Jaeri Potter, Yeeun, Eunbin             | NOPARI, MonoTree, Jaelipoteo     | MonoTree, NOPARI                 | 2:59     |  |
| 3.          | «Distance (선; seon)»            | Seo Jae-woo, Cho Sung-ho, Yeeun         | Seo Jae-woo, Cho Sung-ho         | Seo Jae-woo, Cho Sung-ho         | 3:07     |  |
| 4.          | «To the Sky»                     | Cho Sung-ho, Ferdy, Yeeun               | Cho Sung-ho, Ferdy               | Cho Sung-ho, Ferdy               | 3:05     |  |
| 5.          | «7th (일곱번째; ilgob beonjjae)» | Cho Sung-ho, Kang Dong-Ha, Yeeun        | Cho Sung-ho, Kang Dong-Ha        | Cho Sung-ho, Kang Dong-Ha        | 4:11     |  |
| 16:38       |                                  |                                         |                                  |                                  |          |  |

## Posicionamiento en listas
| Lista (2018)                               | Mejor posición |
| ------------------------------------------ | -------------- |
| Corea del Sur (Gaon Album Chart)           | 12             |
| Estados Unidos (US World Albums Billboard) | 7              |

## Historial de lanzamiento
| País          | Fecha                 | Formato          | Discográfica       |
| ------------- | --------------------- | ---------------- | ------------------ |
| Mundo         | 22 de febrero de 2018 | Descarga digital | Cube Entertainment |
| Corea del Sur | 22 de febrero de 2018 | Descarga digital | Cube Entertainment |
| Corea del Sur | 23 de febrero de 2018 | CD               | Cube Entertainment |